# كأس تونس للكرة الطائرة للرجال 1997–98
كأس تونس للكرة الطائرة للرجال 1997-1998 هو الموسم رقم 42 من كأس تونس للكرة الطائرة للرجال.

فاز بهذا الموسم النجم الرياضي الساحلي.

## روابط خارجية
- الموقع الرسمي للجامعة التونسية للكرة الطائرة.